# Горыньград Первый
Горыньград Первый (укр. Гориньград Перший) — село в Белокриницкой сельской общине Ровненского района Ровненской области Украины.

## История

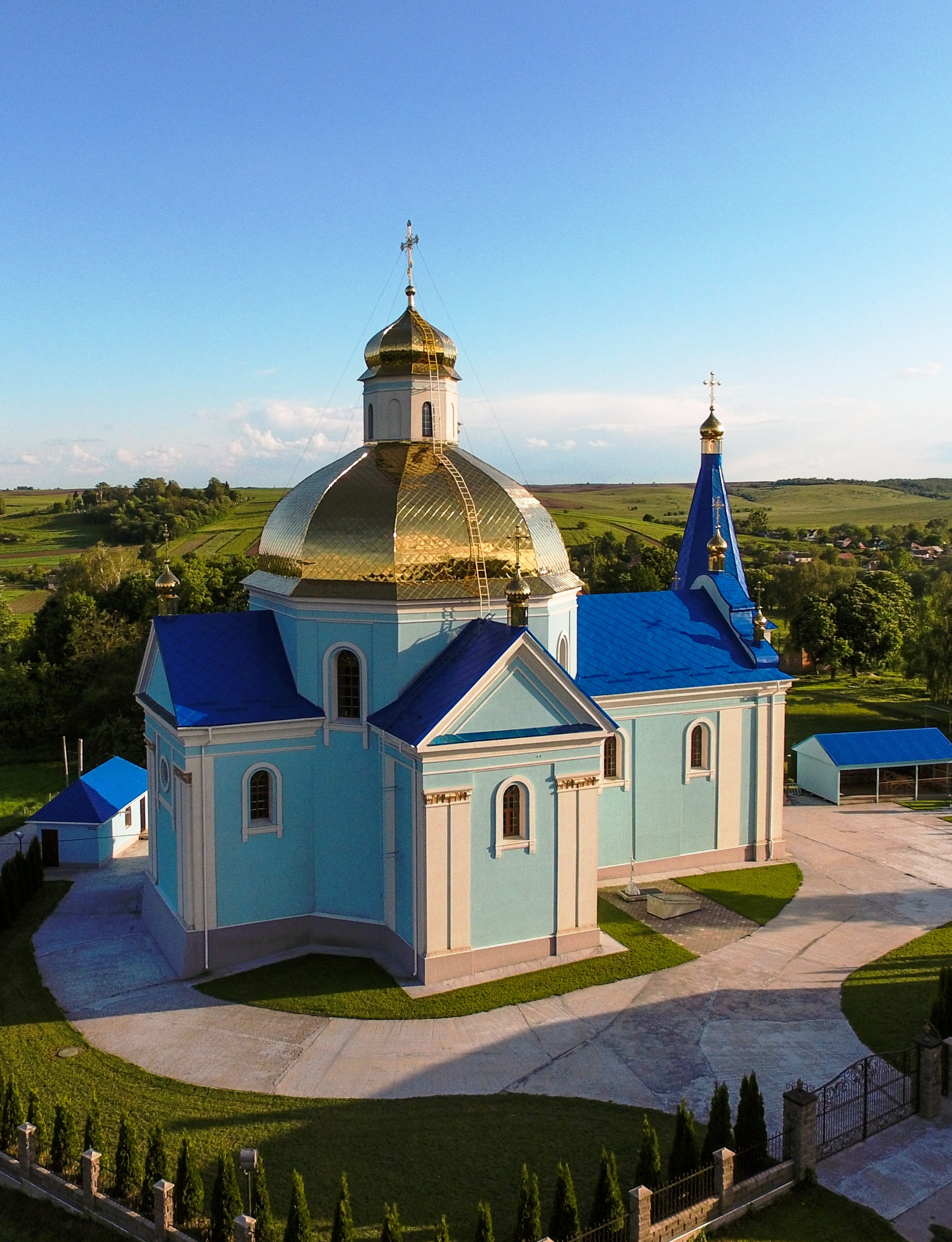
Свято-Троицкий храм с. Горыньград Первый, современный вид

Когда возникло первое поселение на территории села Гориньград Первый, неизвестно. Однако крестьяне во время проведения сельскохозяйственных работ на своих приусадебных участках находили остатки древних орудий труда: рубила, отшлифованные каменные топоры, наконечник копья и другие. Эти орудия труда датировано периодом неолита (VI—IV тыс. до нашей эры). Это подтверждает, что в давние времена на территории села была стоянка первобытных людей.
Село возникло в период расцвета Киевской Руси в IX—XI в. Время его появления установить не удалось. В период раздробленности Руси село входит в состав Волынского княжества, став древнерусским поселением Пересопницкой волости. На восточной окраине села, на высоком берегу реки Горынь располагалось древнерусское городище округлой формы, размером около 36 × 46 м, окруженный с севера валом высотой 3-4 м. Это поселение называлось Навочки (происхождение названия до сих пор не выяснено). Село размещалось на высоком холме, которую позже прозвали Белой горой. Позже Навочки были разрушены. Есть предположение, что в XIII в. село подверглось нападению монголо-татар. Постепенно поселение уже простиралось от леса к берегам Горыни.
Шло время, и село стали называть Крупы (иначе — Круповье). Как и многие населенные пункты Волыни того времени, городок тянулся полосой через Полесье и чернозёмную Волынь. В XVIII в. князь Соломирецкий основал городок Крупы. Позже городок перешёл во владение Радивилов, а во второй половине XVIII в. — до Святополк-Четвертинских. В 1777 г. князь Габриэль Фердинанд Святополк-Четвертинский получает королевскую привилегию назвать местечко Горыньград.
В результате второго и третьего разделов Речи Посполитой (в 1793 и 1795 гг.) м. Горыньград, как и вся Волынь, стало частью Российской империи, войдя в состав Волынской губернии Ровенского уезда Тучинской волости. Именно в это время в м. Гориньград средства князя Гавриила Александровича Святополк-Четвертинского и прихожан был построен православный храм — Свято-Троицкий храм. После благословения Епископа Волынского и Житомирского Даниила (23 марта 1811 г.), каменную церковь строили с 1812 по 1816 гг. С 1815 г. в Горыньграде хранятся копии метрической книги и исповедные сведения. Первым настоятелем Свято-Троицкой церкви был отец Василий Семенович Шушковский, которому 1816 исполнилось 49 лет. Дьяком был Михаил Зданевич (42 года). Позже, через 200 лет, в 2016 г., на средства уроженцев Горыньграда Второго братьев Василия и Виталия Грицаков, была проведена капитальная реконструкция и реставрация Свято-Троицкого храма.
По состоянию на 1816 г. земельные владения князя Гавриила Святополк-Четвертинского обрабатывали 744 крепостных крестьянина. А усадьбу князя, располагавшуюся на высоком холме у р. Горынь (на месте древнерусского городища), обслуживали 30 дворовых крестьян.
События Первой мировой войны не обошли село, ведь географически оно находилось в прифронтовой полосе Юго-Западного фронта. По данным книги «На берегах Горыни и Случи» Николая Струтинского (известный партизан, уроженец Тучина), в начале Первой мировой войны Гориньград был полностью заполнен беженцами, эвакуированными из районов боевых действий. Вследствие перенаселения люди начали страдать от голода, поэтому царское правительство пожертвовало для беженцев из своих запасов несколько телег зерна и круп. Во время гражданской войны село было также транзитным пунктом, через который проходили части немцев, большевиков, поляков. В доме священника С. Г. Селецкого останавливались руководители Первой Конной армии С. Буденный и К. Ворошилов — о чём свидетельствуют записи в книге. Книга передана позже в Волынский краеведческий музей (г. Луцк).
После 1920 г. м. Гориньград перешло к Польской Республике. Тогда земли были переданы на нужды польских военных осадников, а двор — женской садово-огородничьей школе, которая существовала до 1939 г.
Западная Украина, в том числе Гориньград, вошла в состав СССР 1-2 ноября 1939 года, когда состоялась внеочередная сессия Верховного Совета СССР. В этот период в селе началась конфискация земель у польских офицеров-осадников. В январские морозы 1940 г. все польские семьи были вывезены в Сибирь. Конфискованные земли были объединены в колхоз, на полях которого выращивали сахарную свеклу, пшеницу, табак.
22 июня 1941 Германия напала на Советский Союз — началась Великая Отечественная война. Село немецкие фашисты оккупировали 28 июня 1941 г. А в июле-августе 1941 года началось массовое уничтожение еврейского населения. В начале июля 1941 в с. Горыньград-І было убито около 60 евреев. В рамках принудительного массового вывоза молодежи на немецкие земли — из села было вывезено 15 молодых людей. 30 января 1944 партизаны и воины 25-го гвардейского стрелкового полка 6-й гвардейской стрелковой дивизии под командованием Героя Советского Союза генерал-лейтенанта Д. П. Онуприенко освободили с. Гориньград-I.
В 1950 году на территории с. Гориньград-I был создан колхоз им. И. В. Мичурина, впрочем, крестьяне неохотно становились участниками коллективного хозяйства. В 1963 г. в селе проживало 4835 человек в 1313 дворах, а в 1971 году — 4695 человек в 1421 дворе, в том числе в родном селе — 878 жителей в 282 дворах.
В 1959 году, в результате новых административных изменений, Горыньград Первый вошёл в состав Ровенского района. Впоследствии вместе с другими селами Шубковом, Котовым, Горыньградом Вторым и Рысвянкой объединяются в колхоз им. Мичурина, на базе которого создали Ровенскую областную сельскохозяйственную станцию с центральной усадьбой в Шубкове.

## Выдающиеся земляки

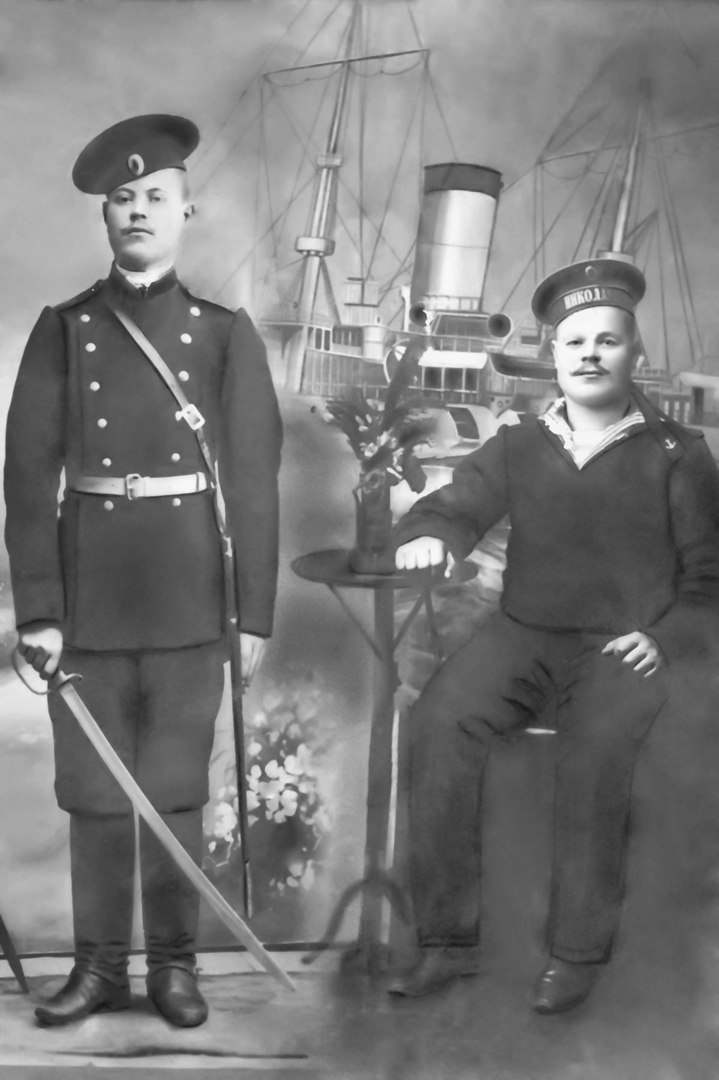
Кавалерист Семеновского лейб-гвардии полка П. Н. Грицак и матрос учебного судна «Николаев» И. М. Грицак (родные братья во время службы в Санкт-Петербурге).

- Антонюк Василий Михайлович (род. 13 ноября 1955) — мэр города Дубна, с 19 ноября 2010 года. В 2008 году награждён почетной грамотой Ровенской областной государственной администрации «За высокое профессиональное мастерство, значительный личный вклад в развитие топливно-энергетического комплекса Ровенщины» и почетной грамотой Ровенской областной совета «За добросовестный труд, высокий профессионализм, весомый личный вклад в развитие ЖКХ»; в 2009 году орденом «За заслуги в профессиональной деятельности» и в этом же году сертификатом «Государственный руководитель года».
- Брежицкий Анатолий Валентинович (род. 30 июля 1957) — бывший военный, полковник. С сентября 2009 года работает преподавателем Ровенского колледжа экономики и бизнеса. Награды: орден «За службу Родине» III степени, Нагрудный знак «Воину-интернационалисту», Медаль «Воину-интернационалисту от благодарного афганского народа», Медаль Жукова, семь юбилейных медалей за службу в Советской армии и Вооруженных силах Украины; грамоты — Министерства обороны СССР, ЦК ВЛКСМ, Вооруженных силах Украины, Национального университета водного хозяйства и природопользования.
- Грицак Иван Макарович (род. 18 марта 1888 — 4 апреля 1964) — марсовый унтер-офицер Российского императорского флота на Балтике. Служил на броненосце «Император Александр II», линкоре «Гангут» и учебном судне «Николаев» (1909—1917). Отмечен наградами: бронзовой памятной медалью по случаю празднования 300-летия дома Романовых (04.03.1913 г.) и серебряной медалью «За усердие» на Станиславской ленте (19.06.1915 г.). Служил младшим матросом, матросом II и I статей на учебном судне «Николаев». (1909—1911), на «Император Александр II» (1911—1913), снова вернулся на «Николаев» в 3-ю роту (1913—1914). Проходил службу на линкоре «Гангут» (линкор российского и советского флота, последний по дате закладки и дате спуска на воду из четырёх дредноутов балтийской серии типа «Севастополь») (1914—1916). С 1916 г. И. М. Грицак был повышен в звании до марсового унтер-офицера, об этом было сказано в "Списке нижних чинов учебного судна «Николаев» от 01.05.1916 г. После окончания службы, в 1919 г. вернулся в родной Горыньград, где до конца жизни работал земледельцем. Умер 4 апреля 1964 в с. Горыньград Второй.
- Матвийчук Николай Иванович (род. 22 мая 1951 г.). В школе был победителем и призёром в предметных олимпиадах по математике на районных и областных этапах. В 1973 году окончил с красным дипломом Высшее морское училище электроники имени Попова по профессии военного инженера-связиста. Службу проходил на подводной лодке на Баренцевом море в г. Мурманске. Через 16 лет службы был переведён в Главное морское управление СССР, где дослужился до звания капитан 2 ранга. Проживает в г. Москва.
- Похилюк Анатолий Георгиевич (род. 28 сентября 1955) — фотохудожник и краевед. Лауреат и дипломант отечественных и зарубежных фотоконкурсов. Призёр Международного фотоконкурса газеты «День». Член Национального Союза журналистов, член Союза фотохудожников Украины. Один из организаторов фотоклуба «Время». Награждён золотой медалью Национального Союза журналистов Украины, знаком «Заслуги перед городом III степени». Признан в номинации «Лучший репортер Ровенщины — 2010».
- Святополк-Четвертинский Гавриил Александрович (1742 — ?) — князь из украинского рода, происходившего от волынских (удельных) Рюриковичей. С 1777 года владел местечком Гориньград. В том же году выхлопотал для м. Гориньград у короля Польского Магдебургское право и разрешение на проведение ярмарок. Получил орден Святого Станислава от короля Польши Станислава Августа (15.08.1797) в Варшаве. В 1816 г. построил в Горыньграде Свято-Троицкий храм.
- Сычик (Ревчук) Оксана Васильевна (род. 12 мая 1967 г.). Заместитель директора по учебно-воспитательной работы Горыньградской-І общеобразовательной школы I—III ступеней. Учитель высшей категории (учитель-методист). Награждена грамотами Министерства образования и науки Украины. Соавтор книги «Село мое — душа моя. Летопись сел Горыньград-І и Горыньград-II Ровенского района Ровенской области. История. Факты. Современность» (2013 г.).
- Фищук (Войтюк) Фаина Григорьевна (род. 20 февраля 1944 г.). С 2 февраля 1965 г. работала дояркой на опытной станции, впоследствии оператором машинного доения. За добросовестный труд и высокие результаты неоднократно награждалась почетными грамотами районного, областного, республиканского и всесоюзного уровня. Награждена орденом «Знак почёта» (1973 г.). С 9 марта 1995 г. находится на пенсии.
- Цам, Герцель Янкелевич (25 января 1842—1915) — русский офицер, из кантонистов, достигший чина подполковника в царской армии XIX века. С надлежащей пенсией отправлен в отставку в 1893 г. Награждён орденом Св. Станислава III степени. Написал и издал книгу «История возникновения в Томске военно-молитвенной солдатской школы» (Томск, 1909 г.).
- Чечелюк Дмитрий Демьянович (7 февраля 1933—2012) — бригадир Ровенской государственной областной сельхозпредприятий исследовательской станции. Трудовой стаж составляет около 50 лет. награждён орденом Трудового Красного Знамени, медалями, рядом благодарностей и грамот разного уровня[7].

## Фотогалерея

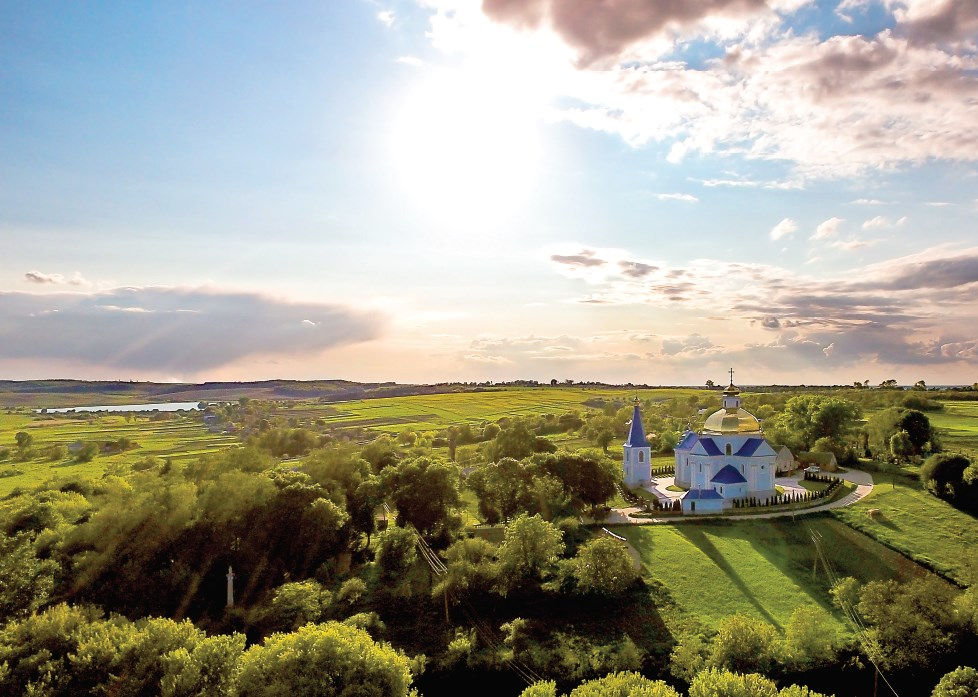
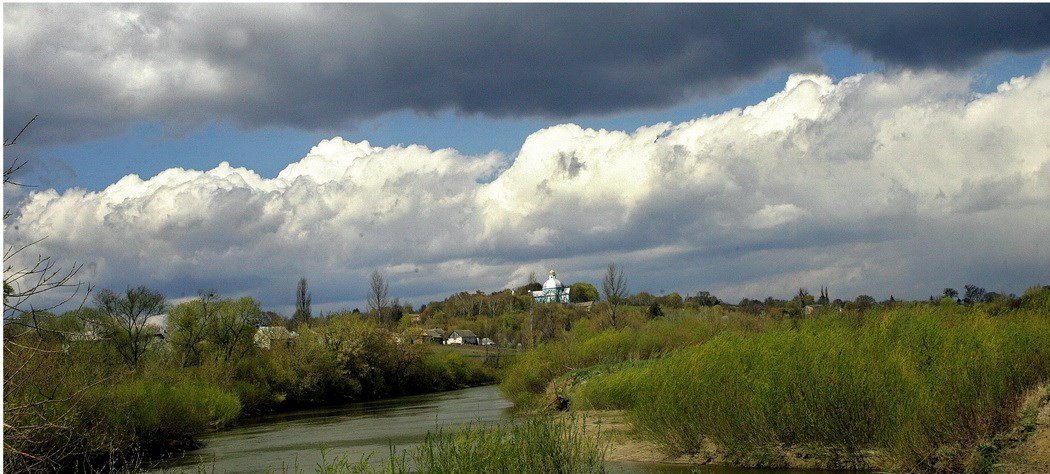
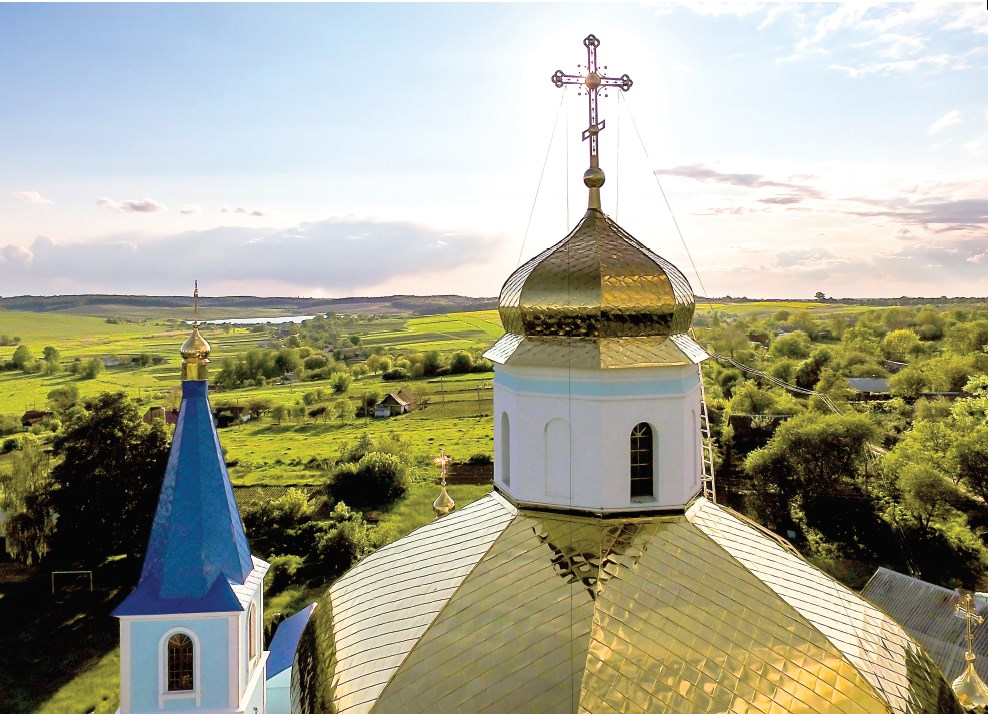
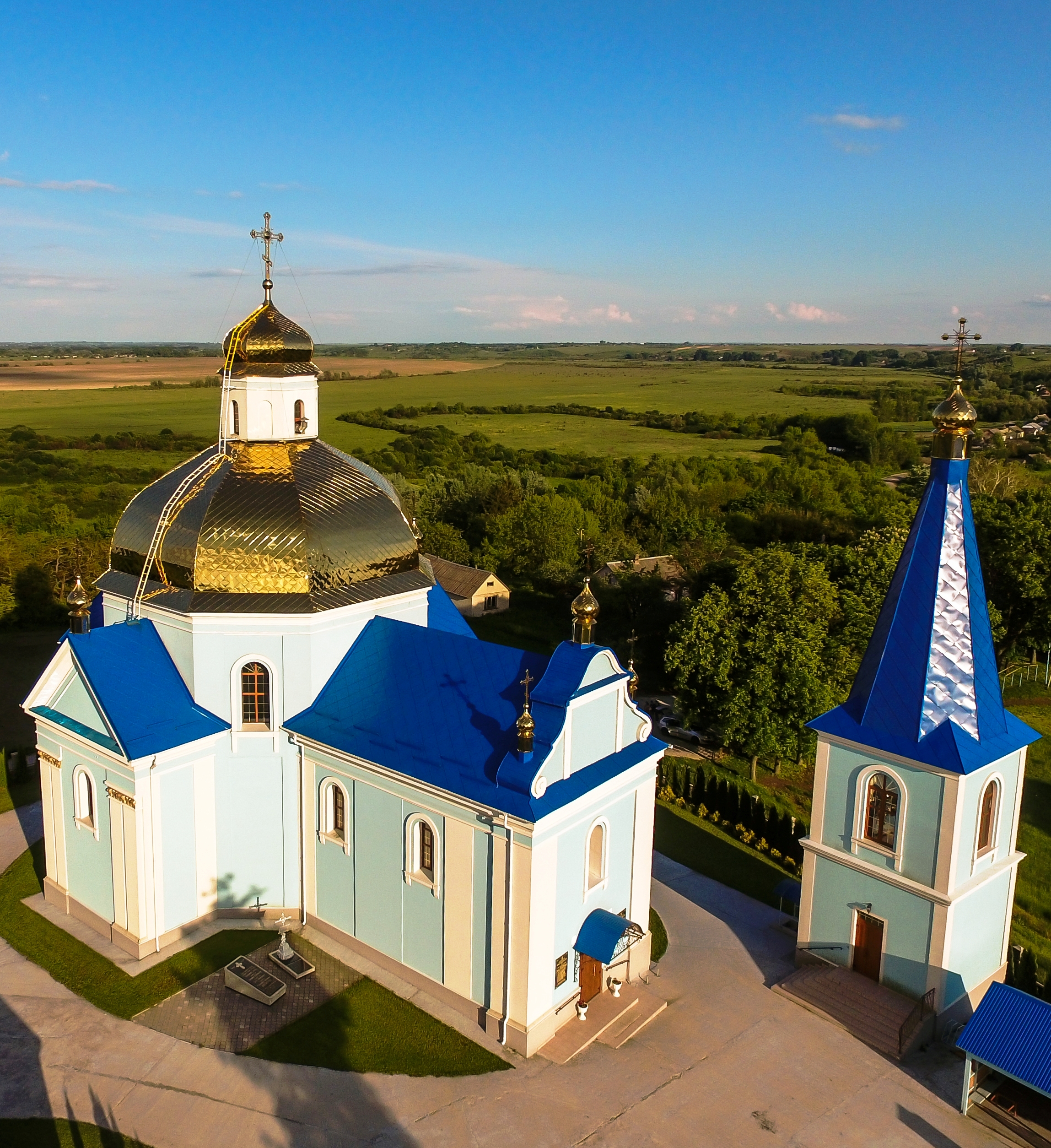
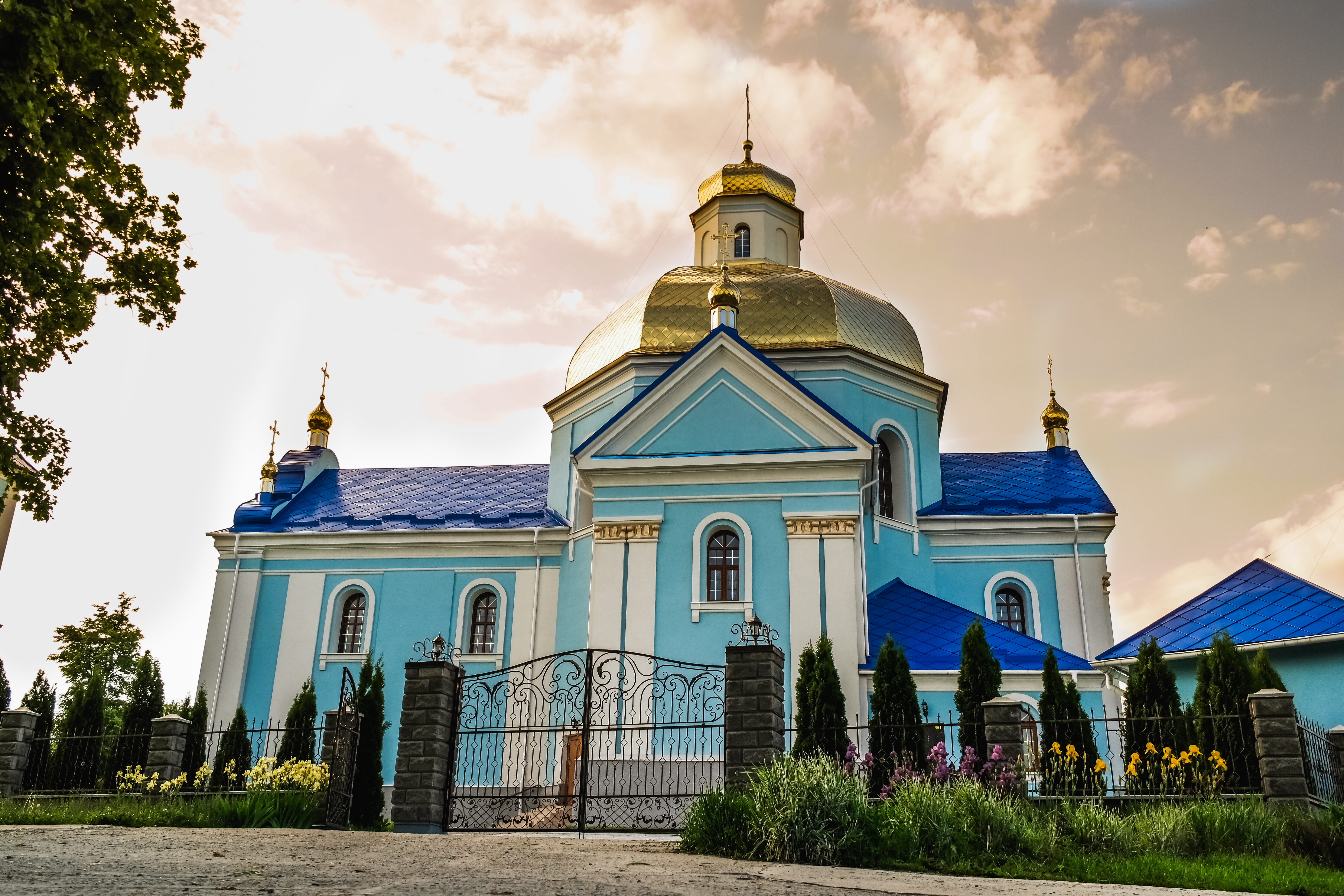
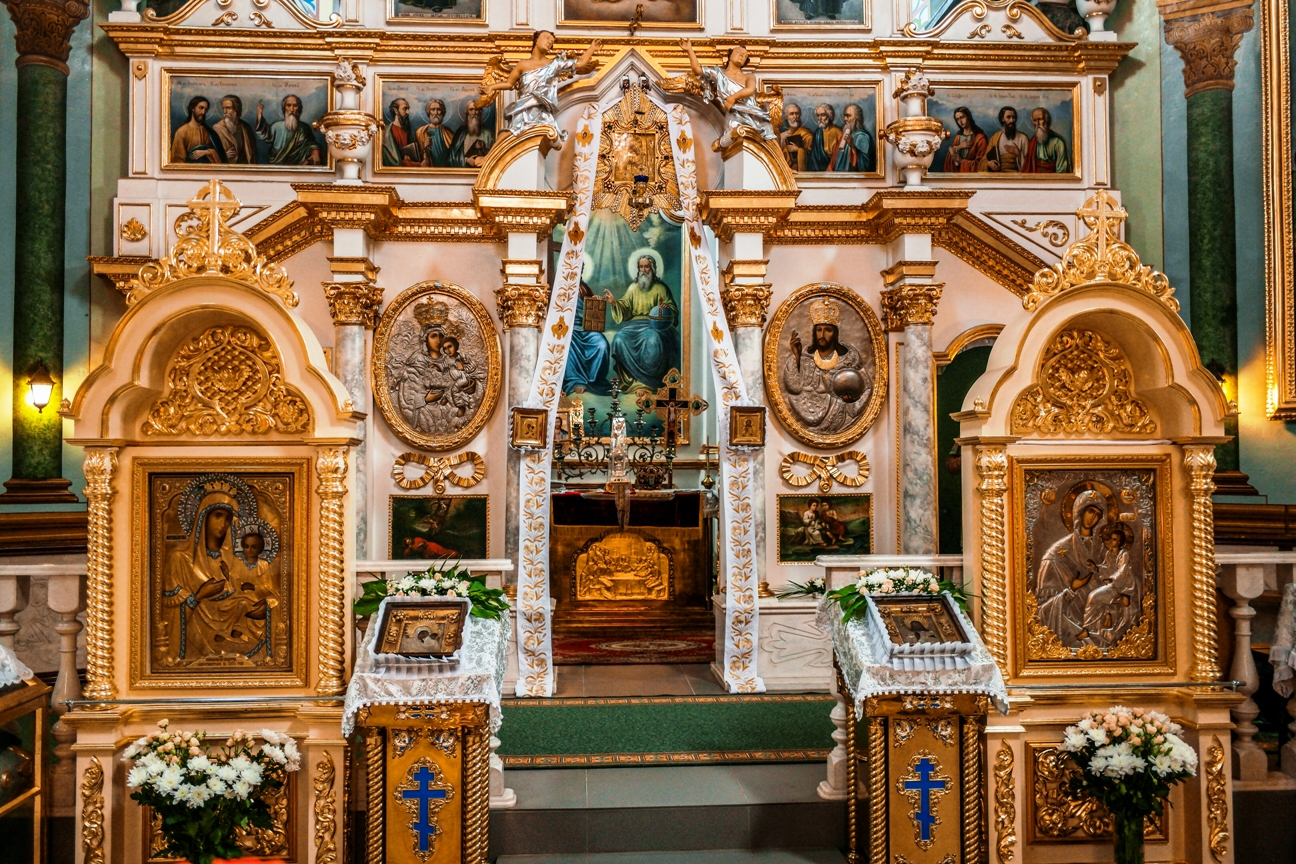
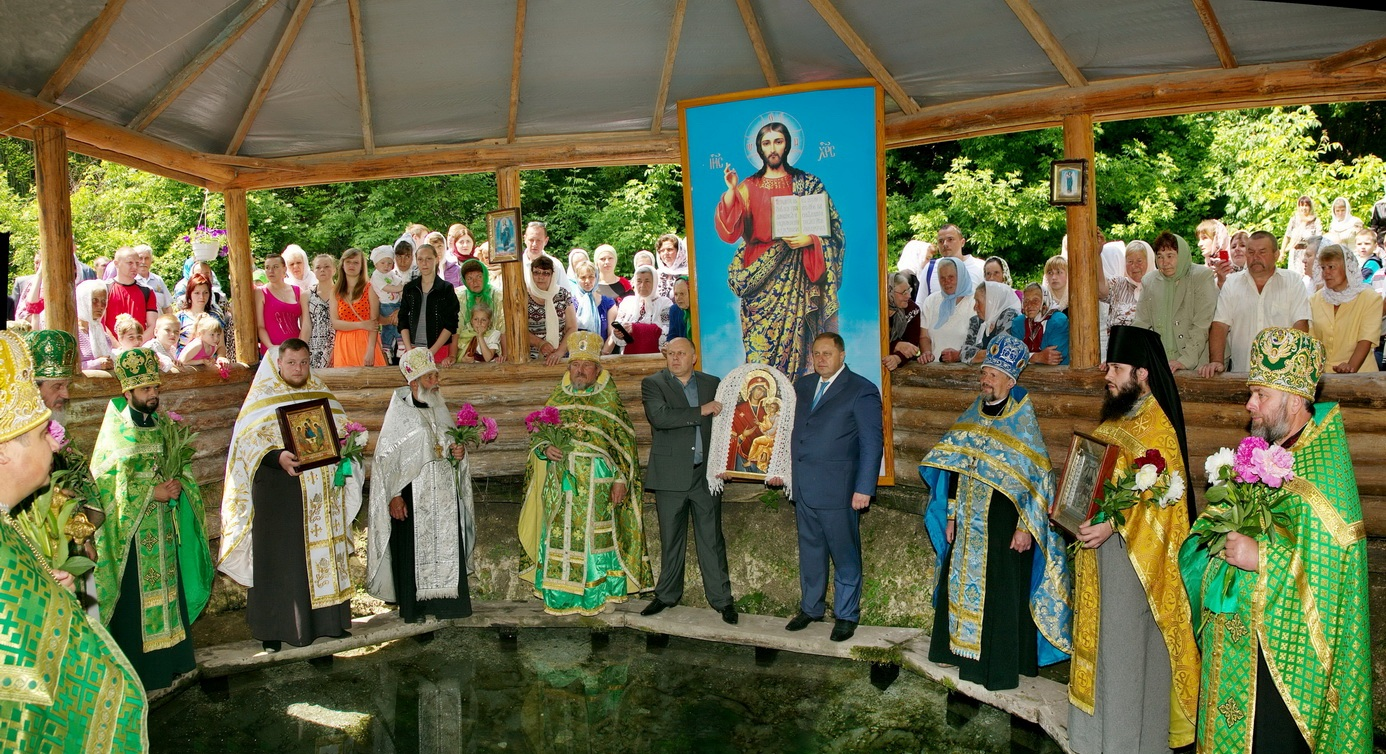
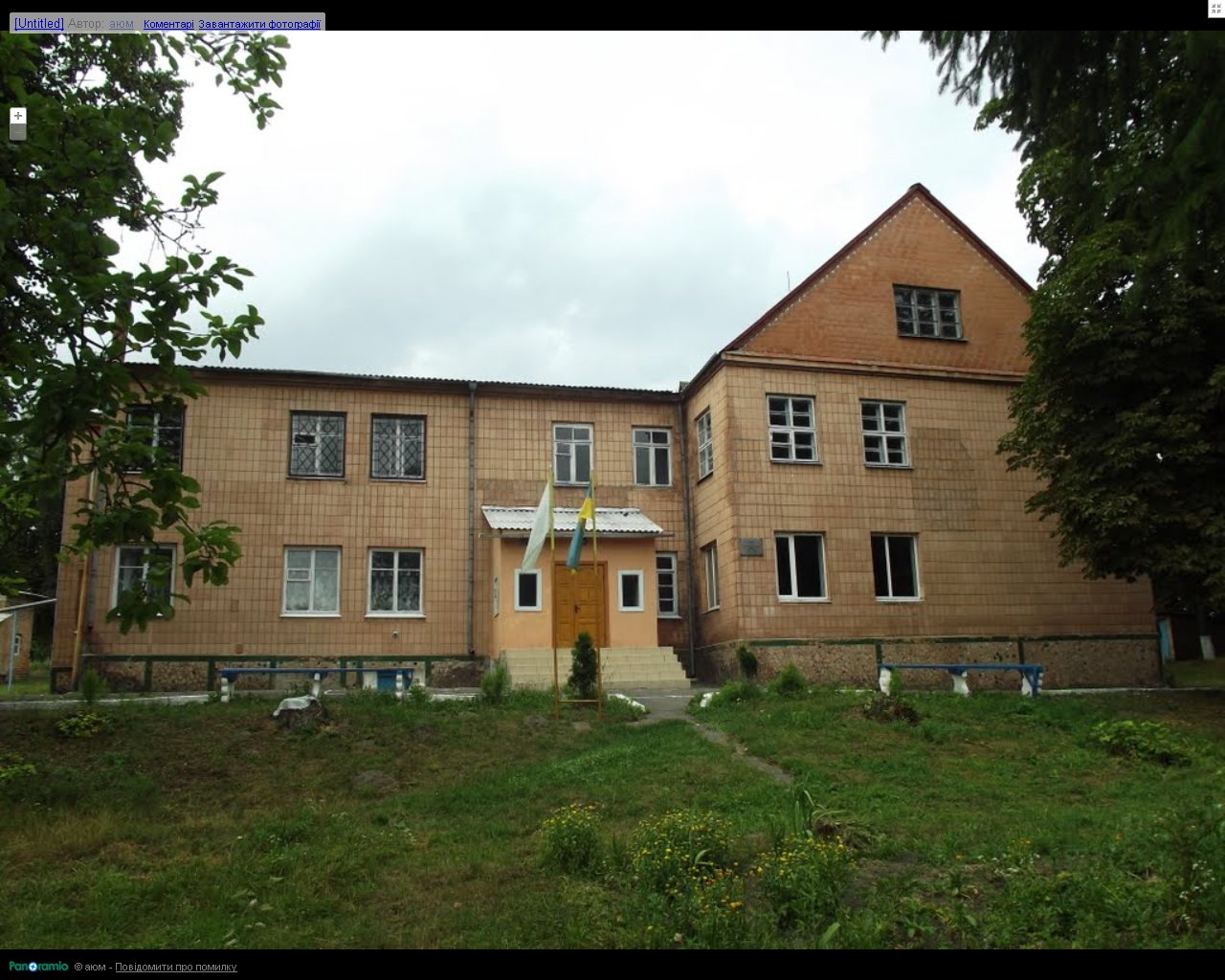
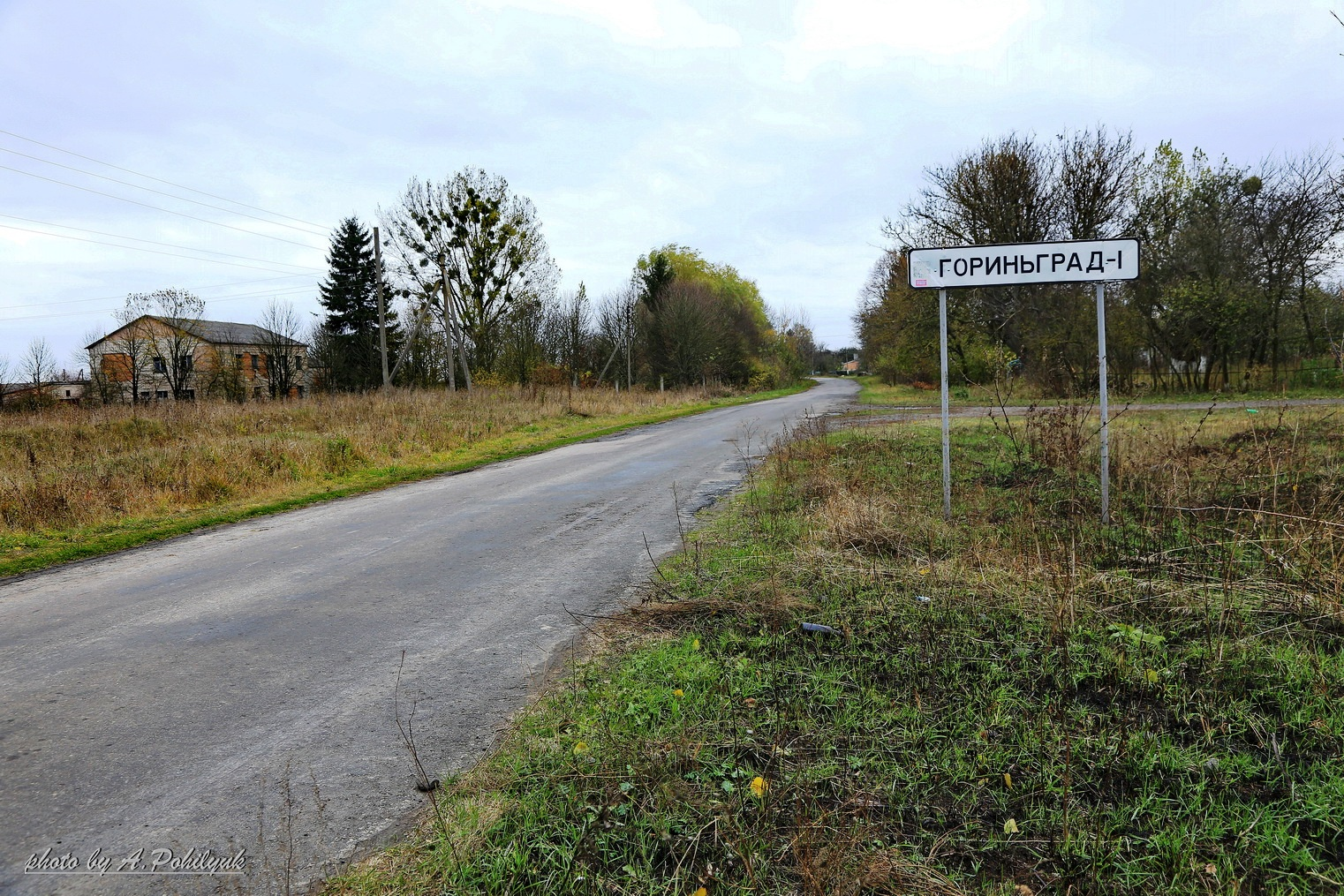
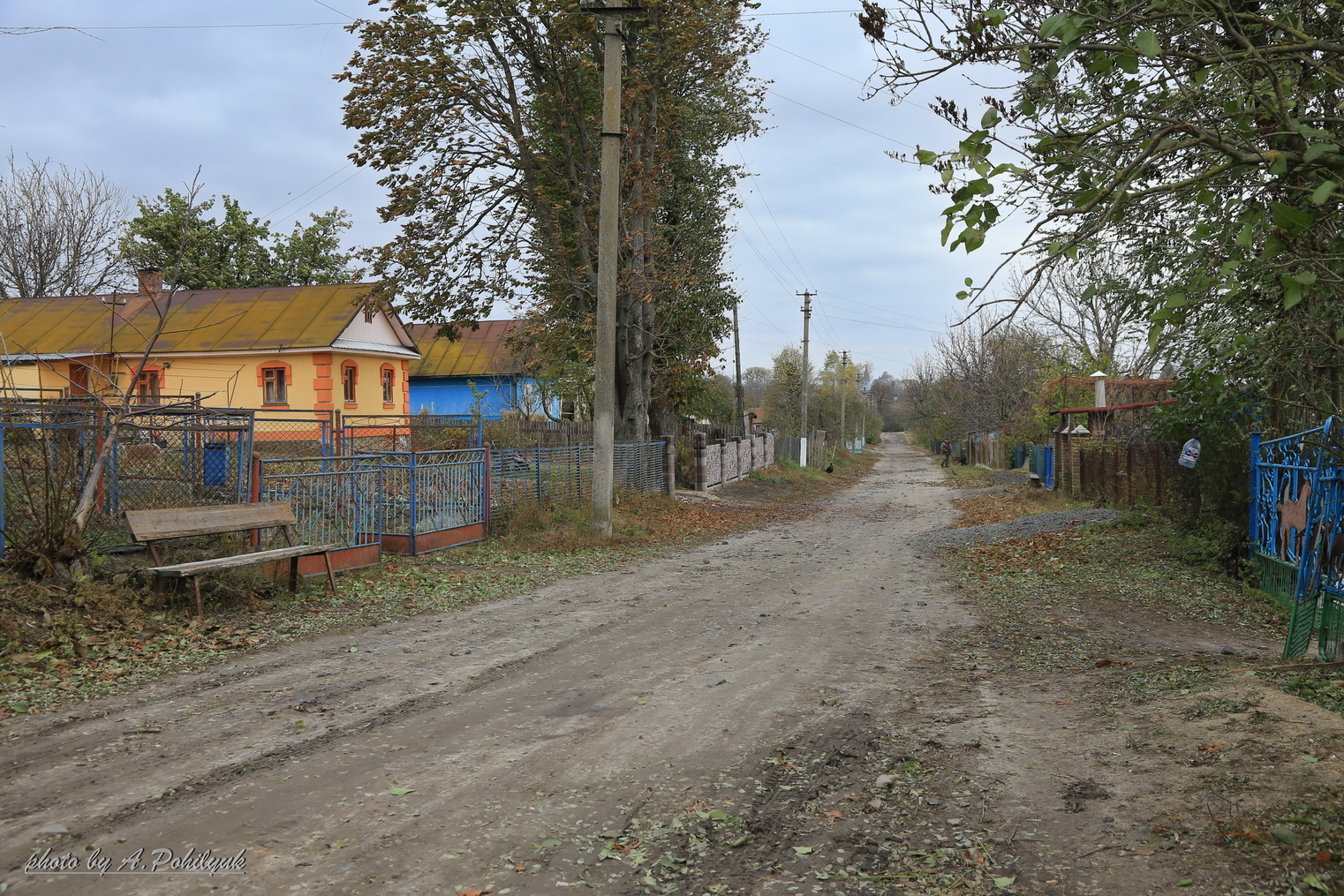
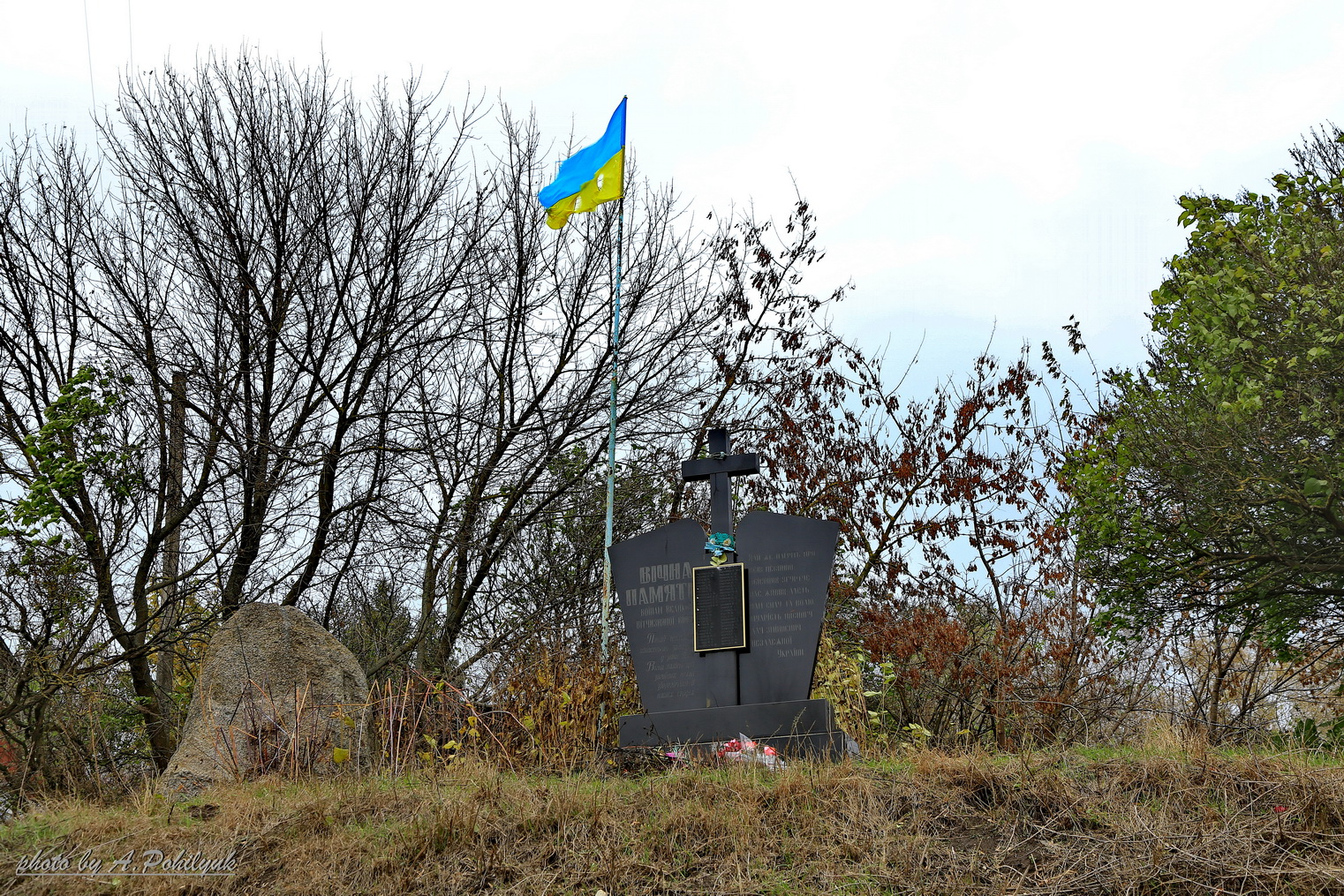
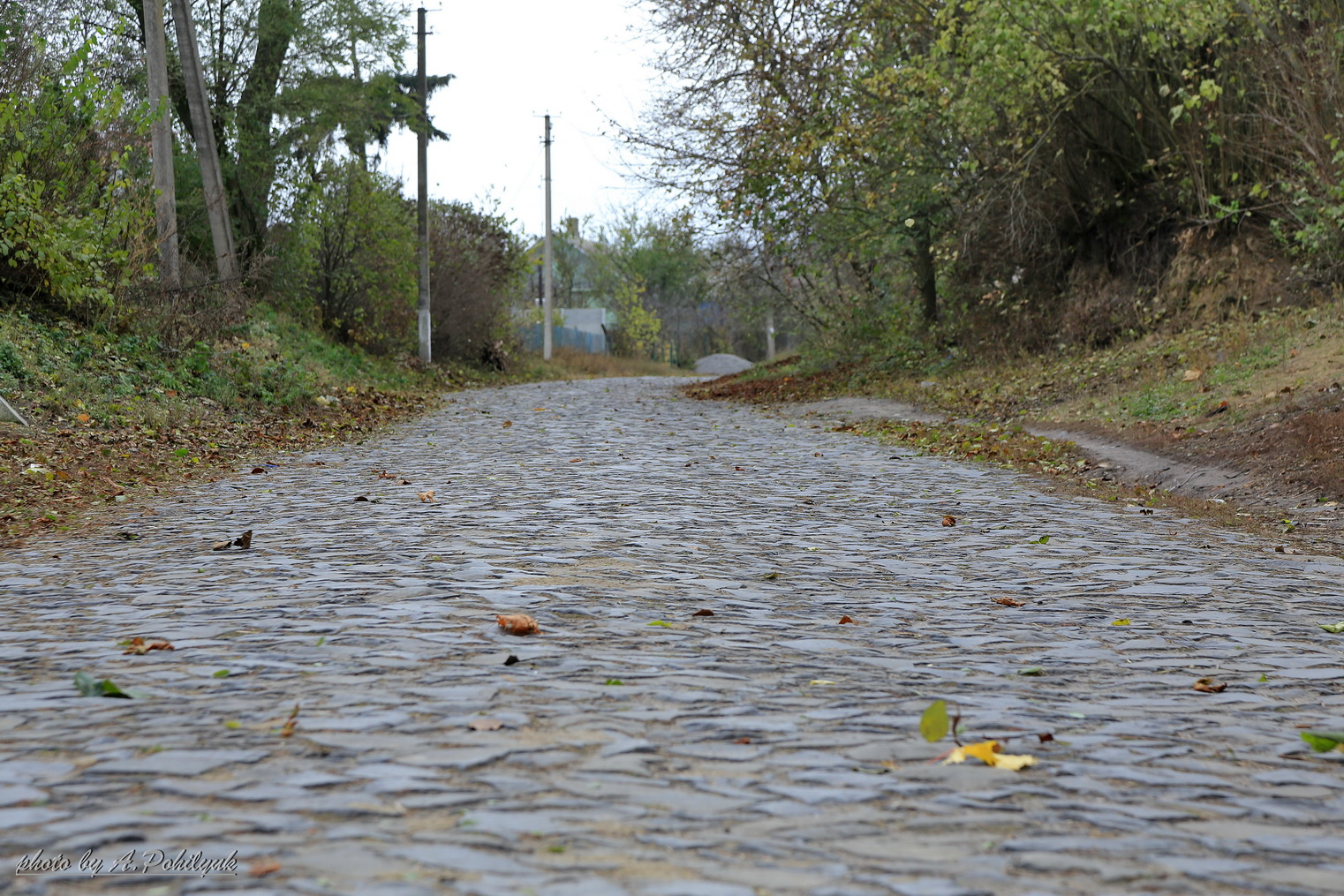
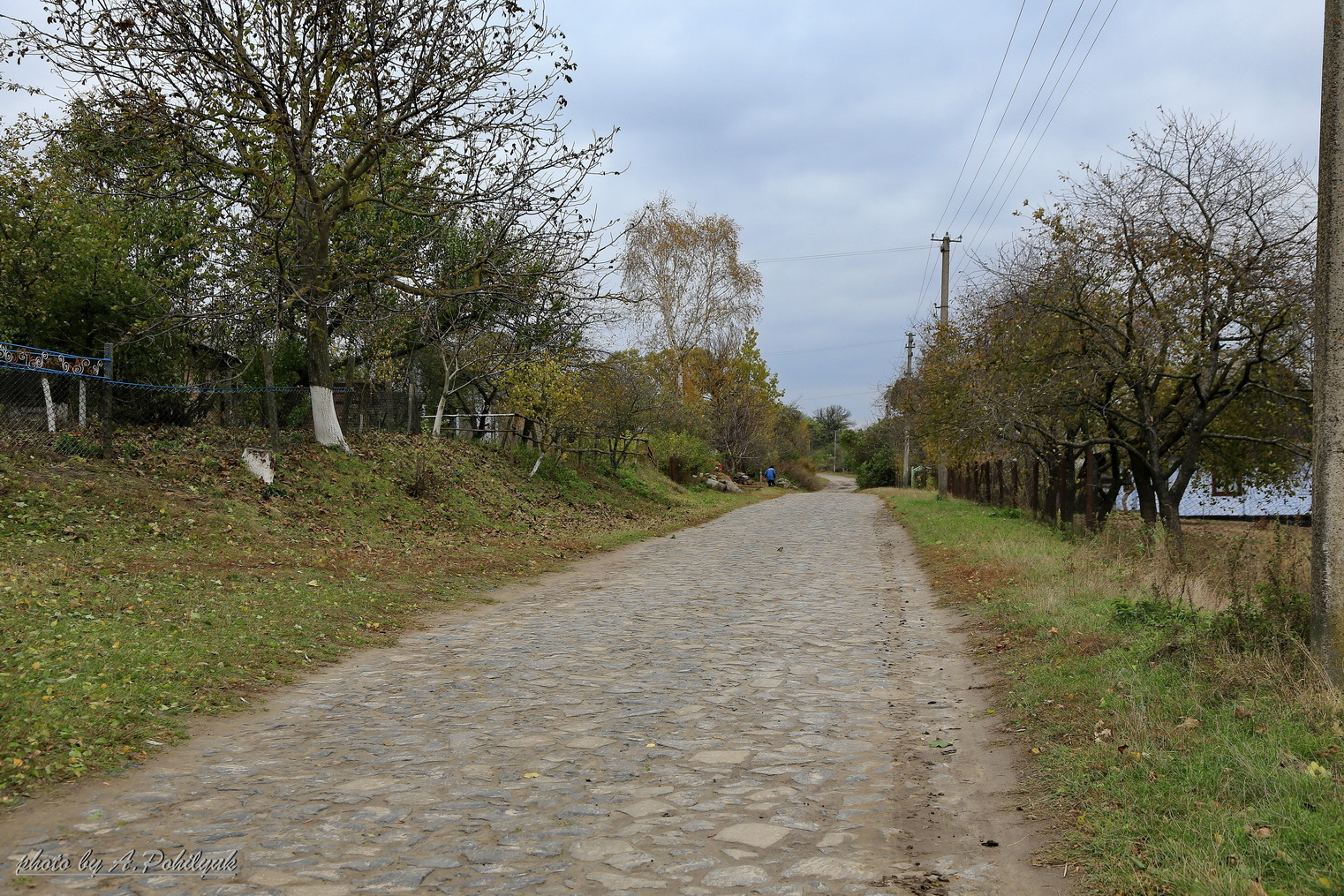
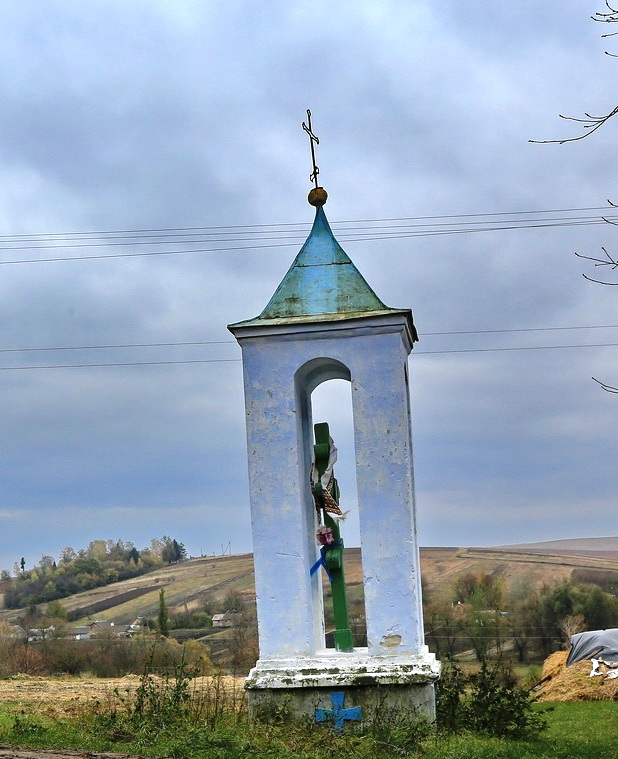
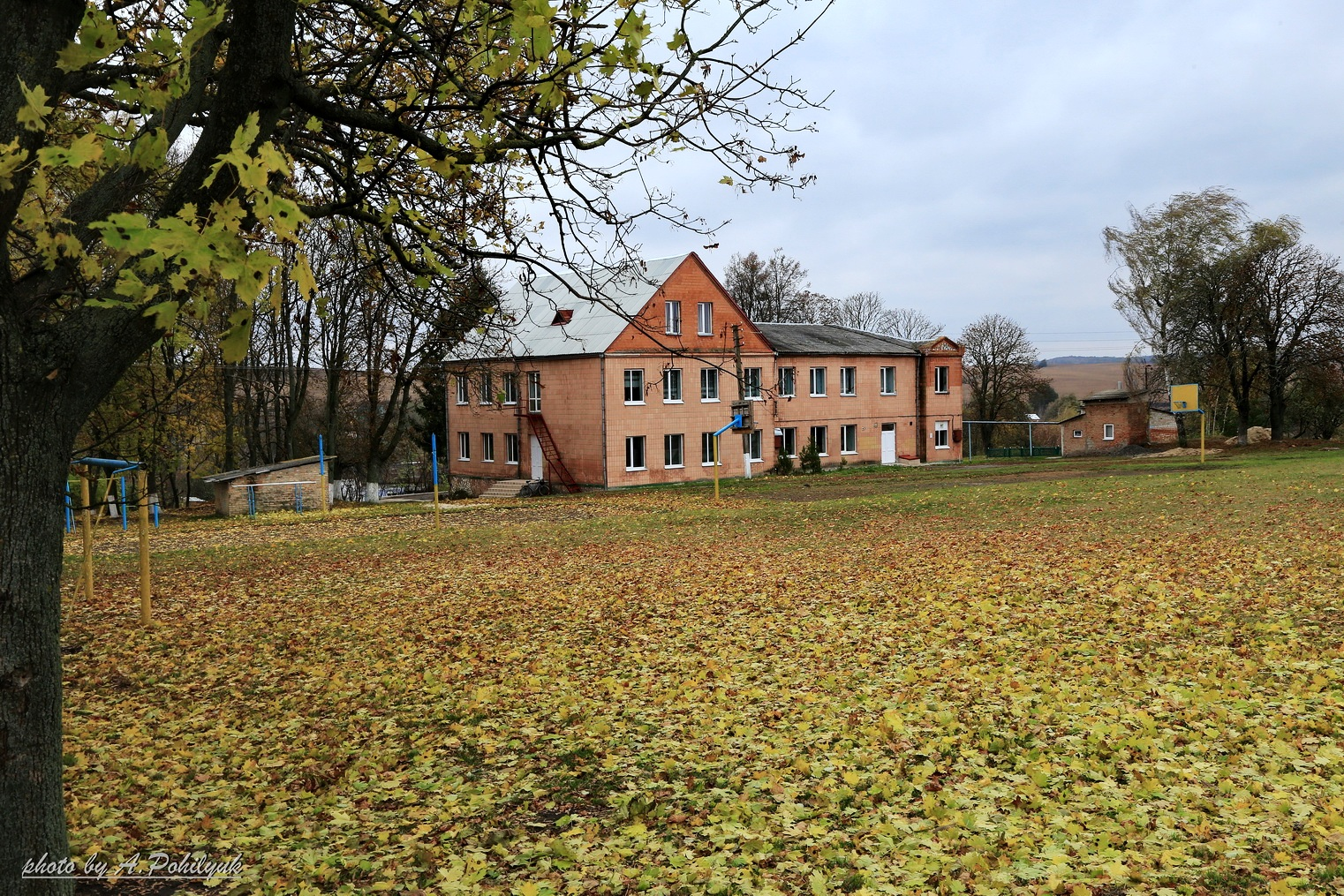
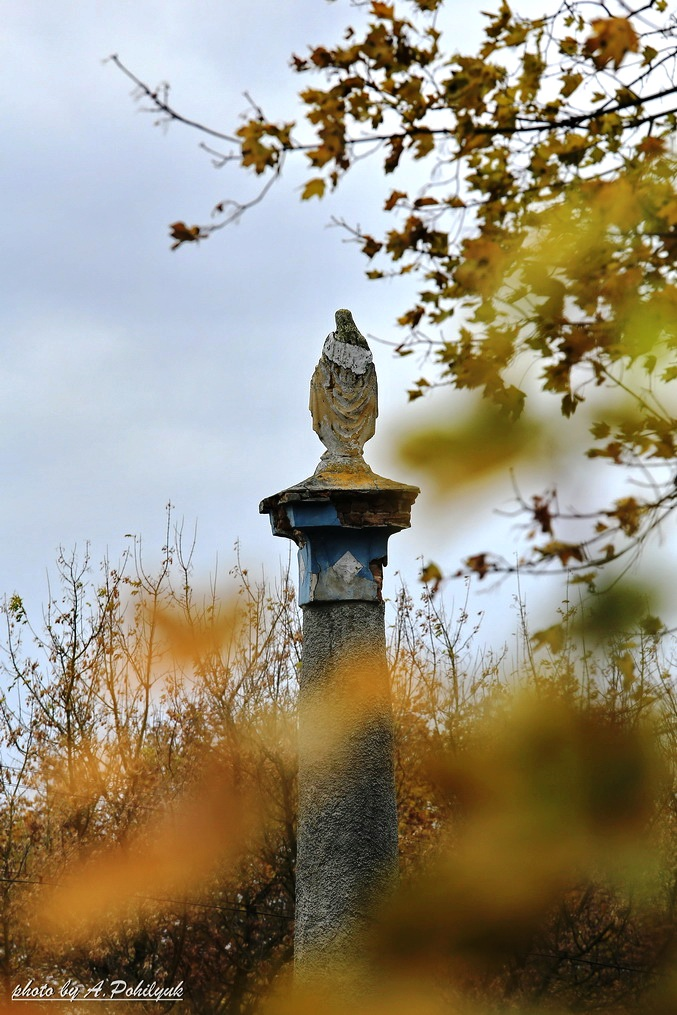
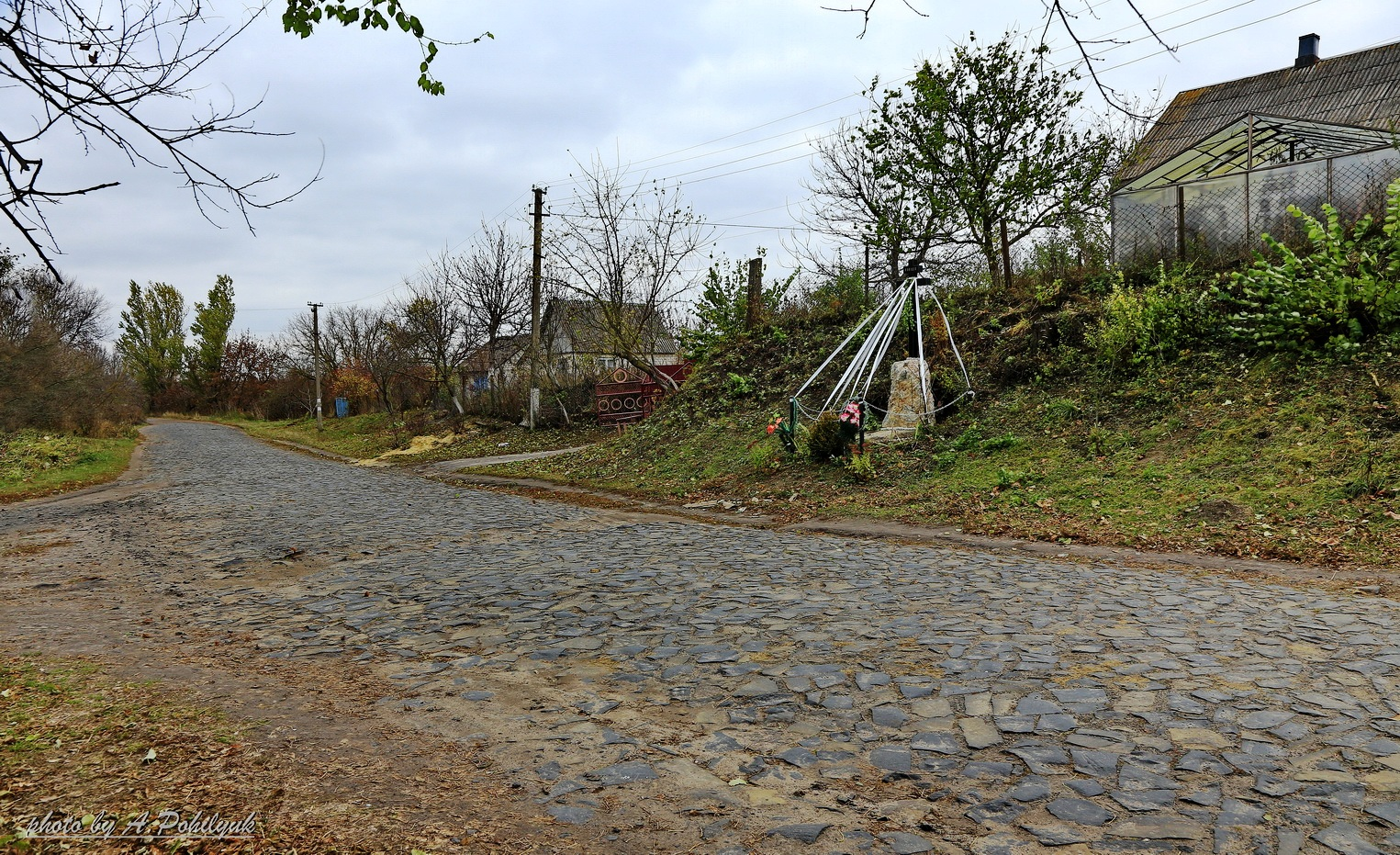
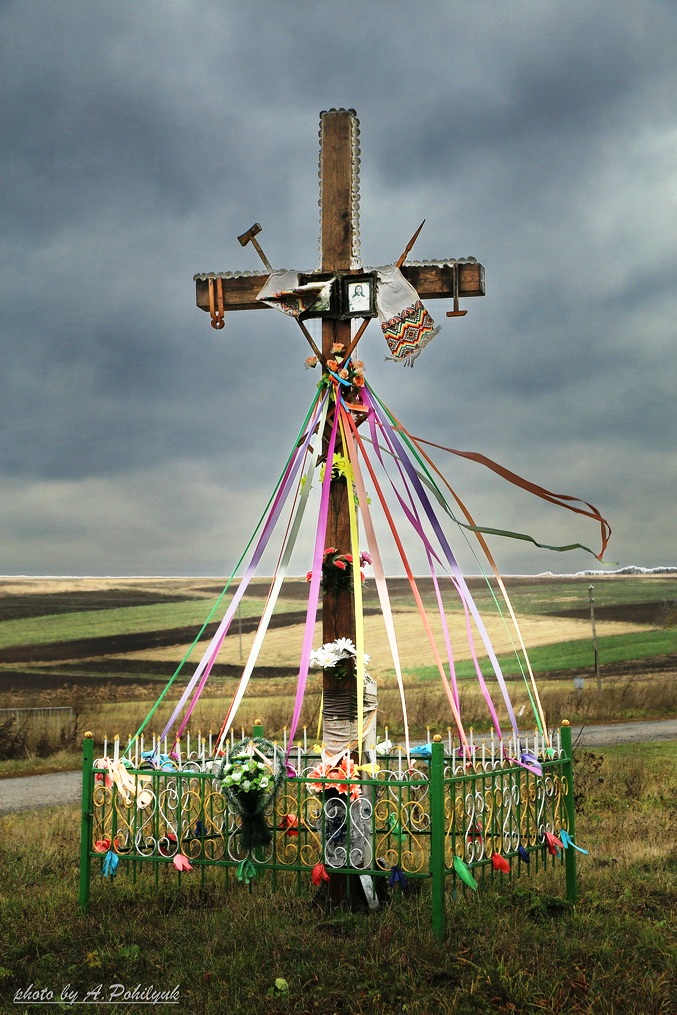
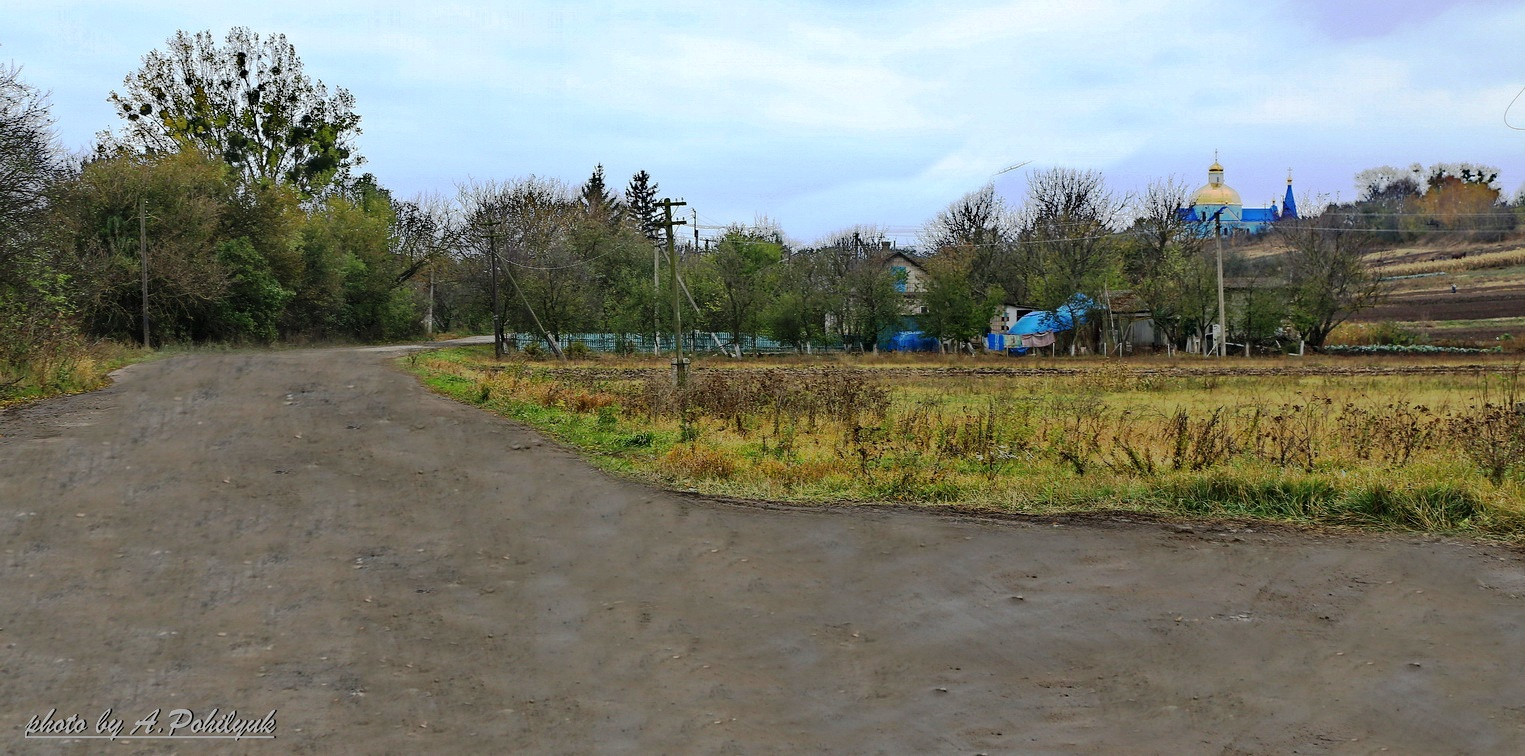
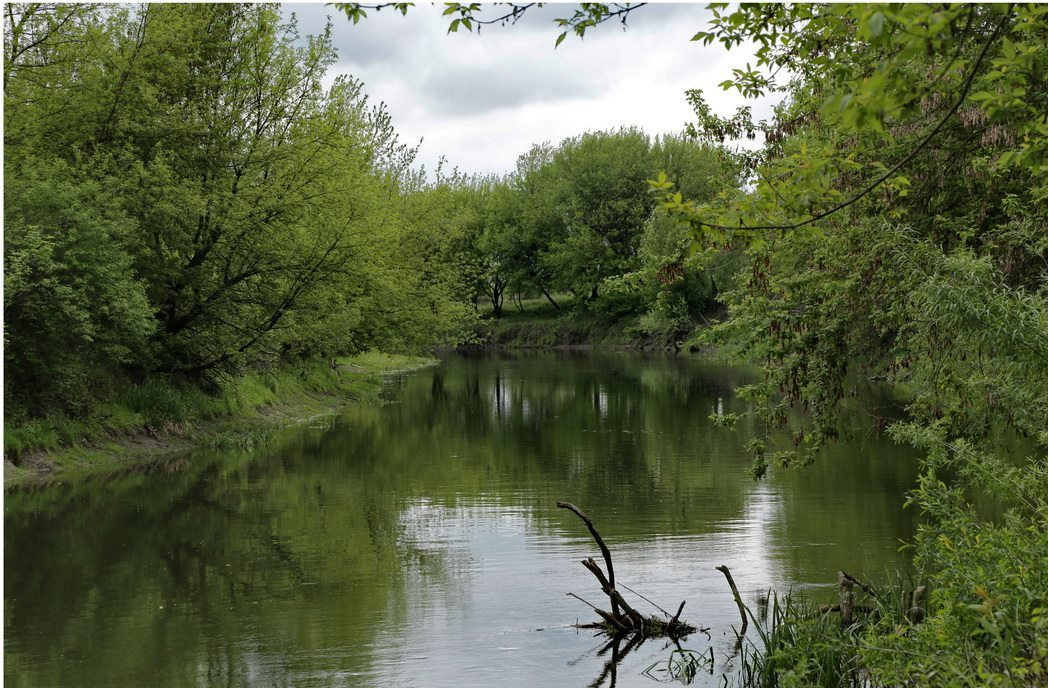
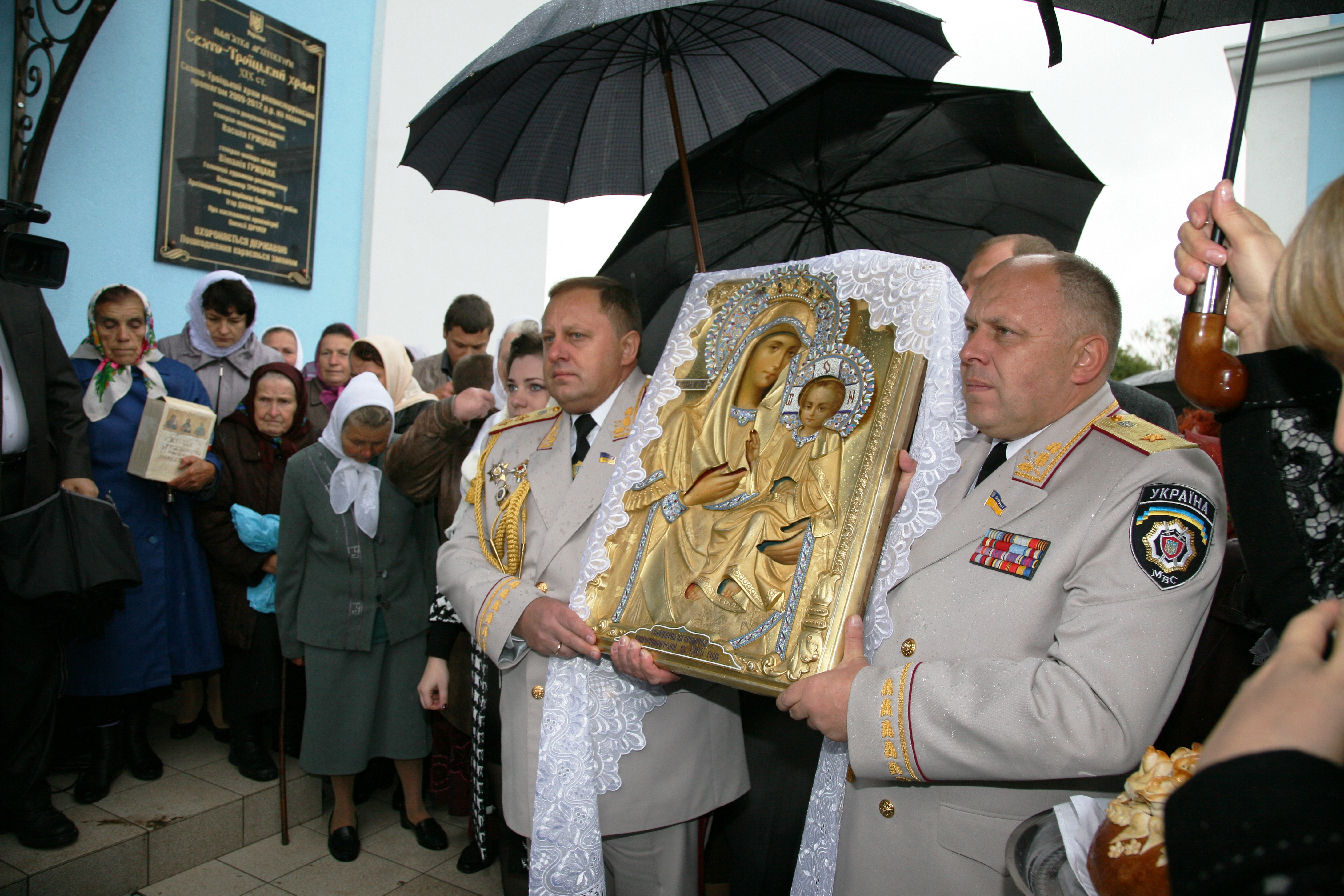
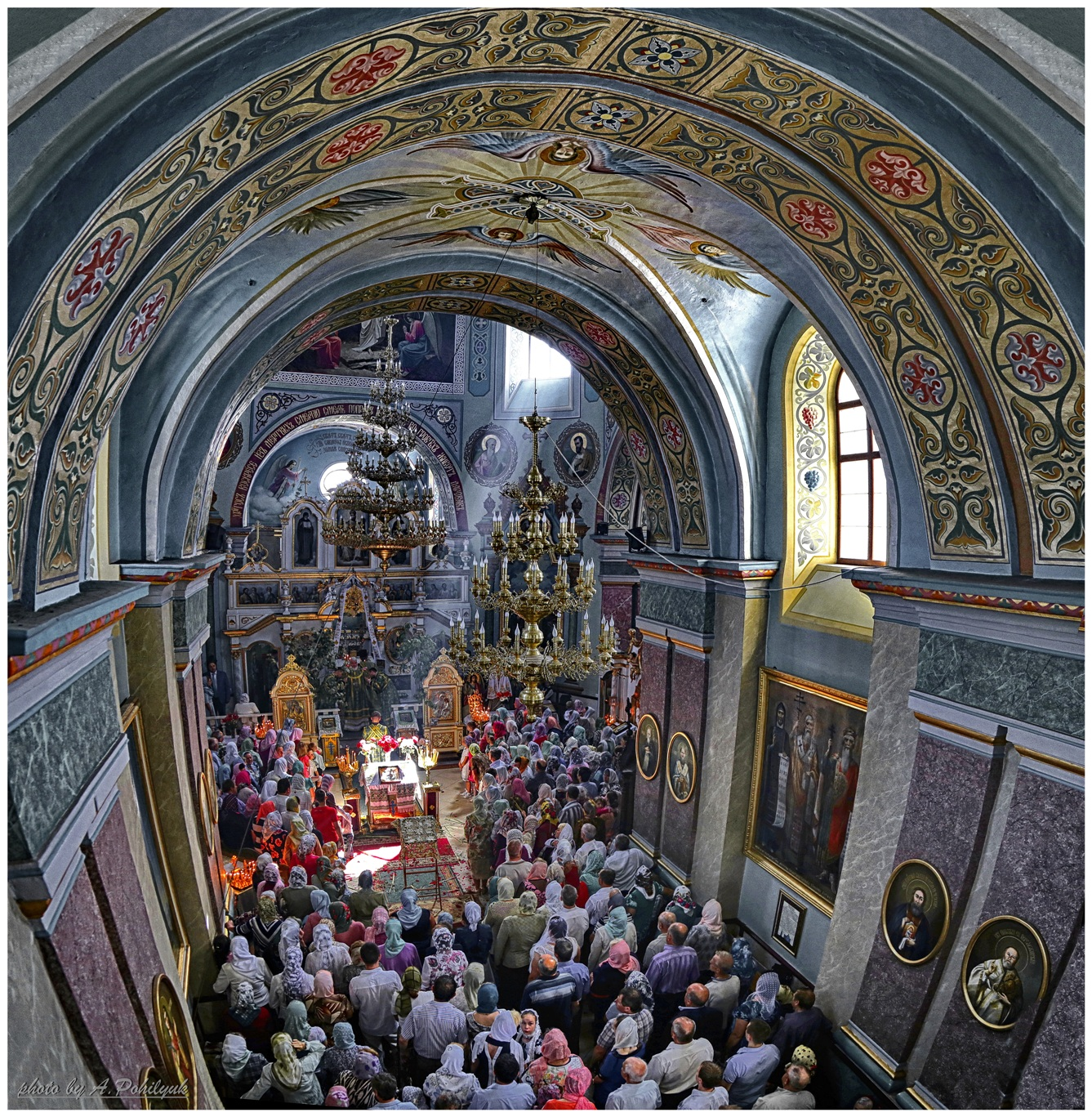
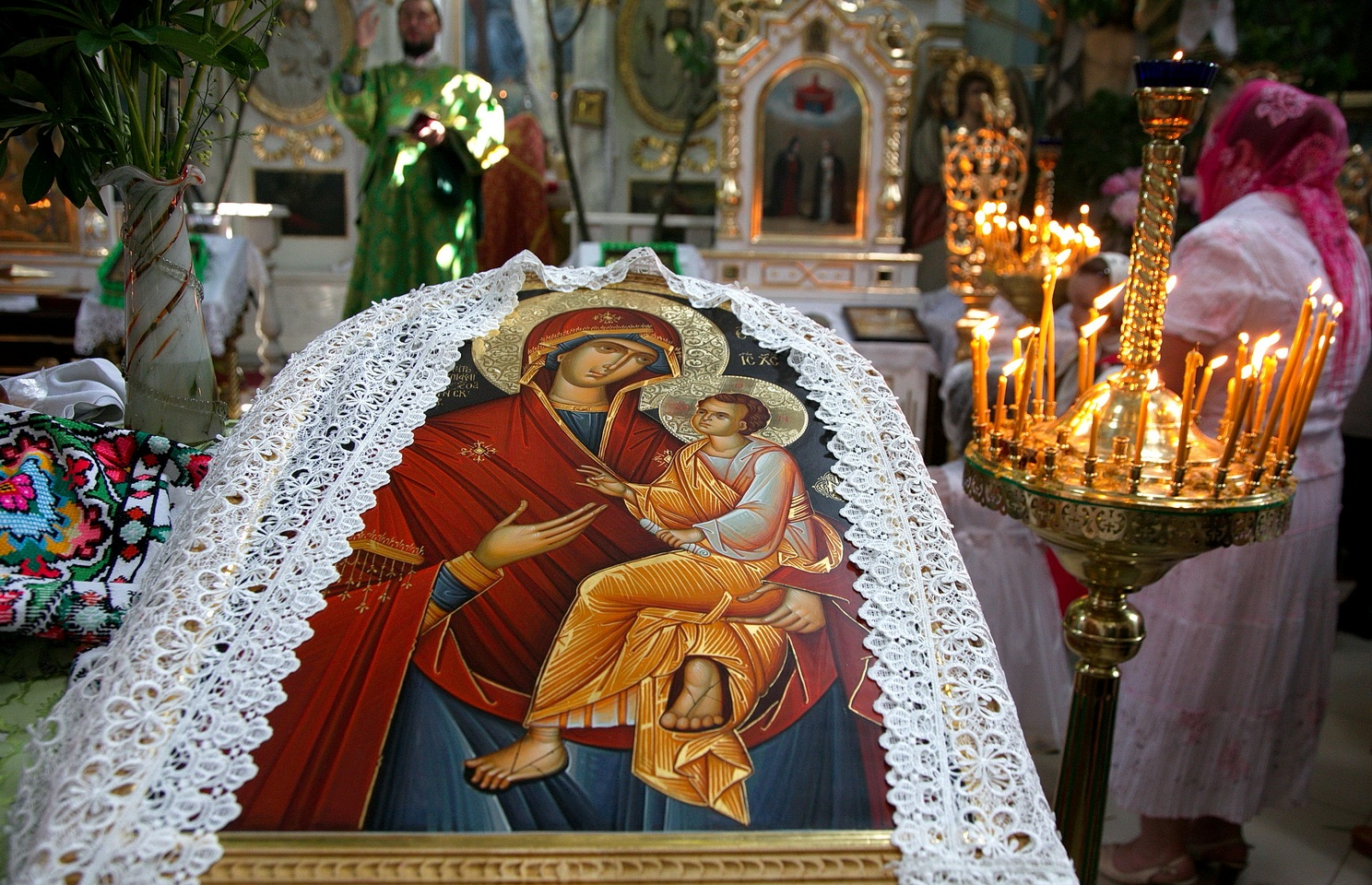
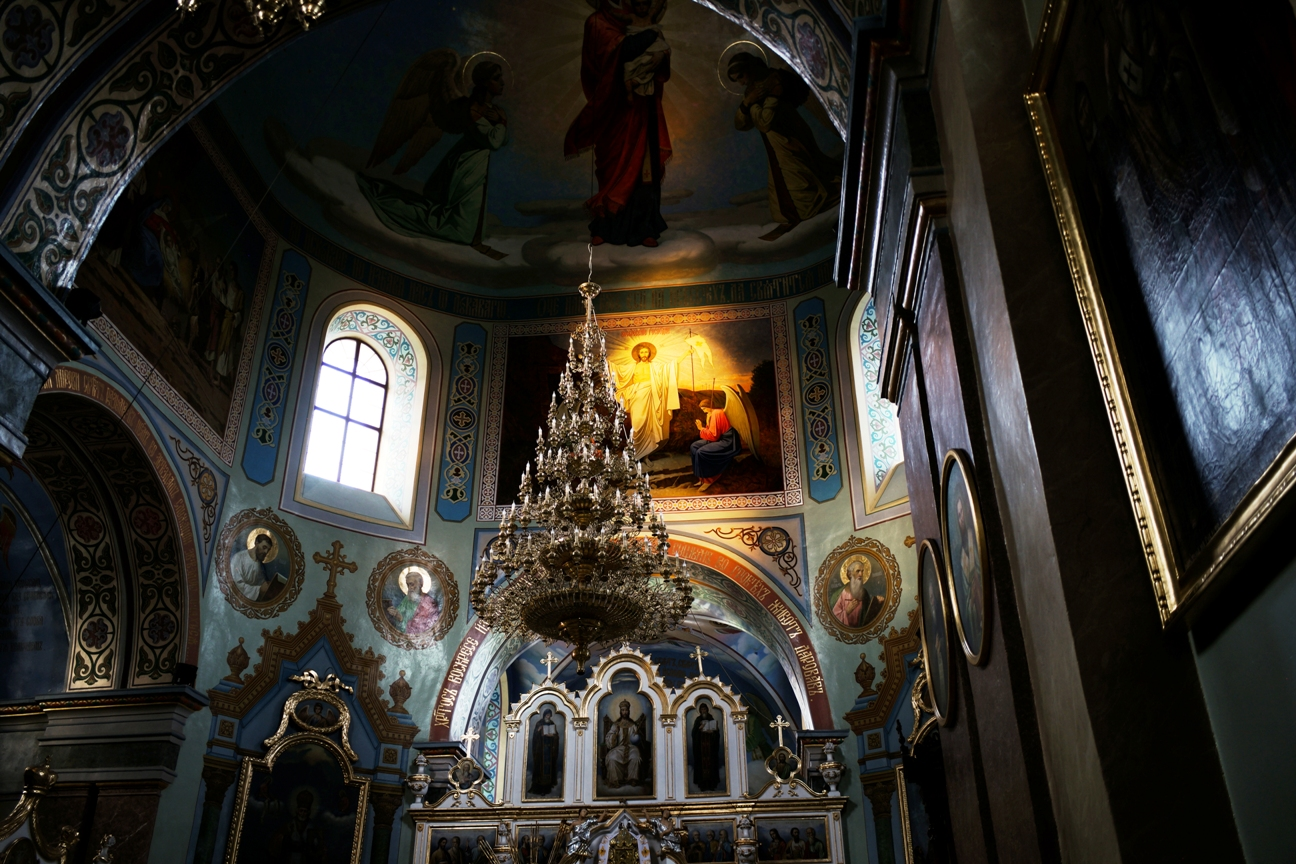
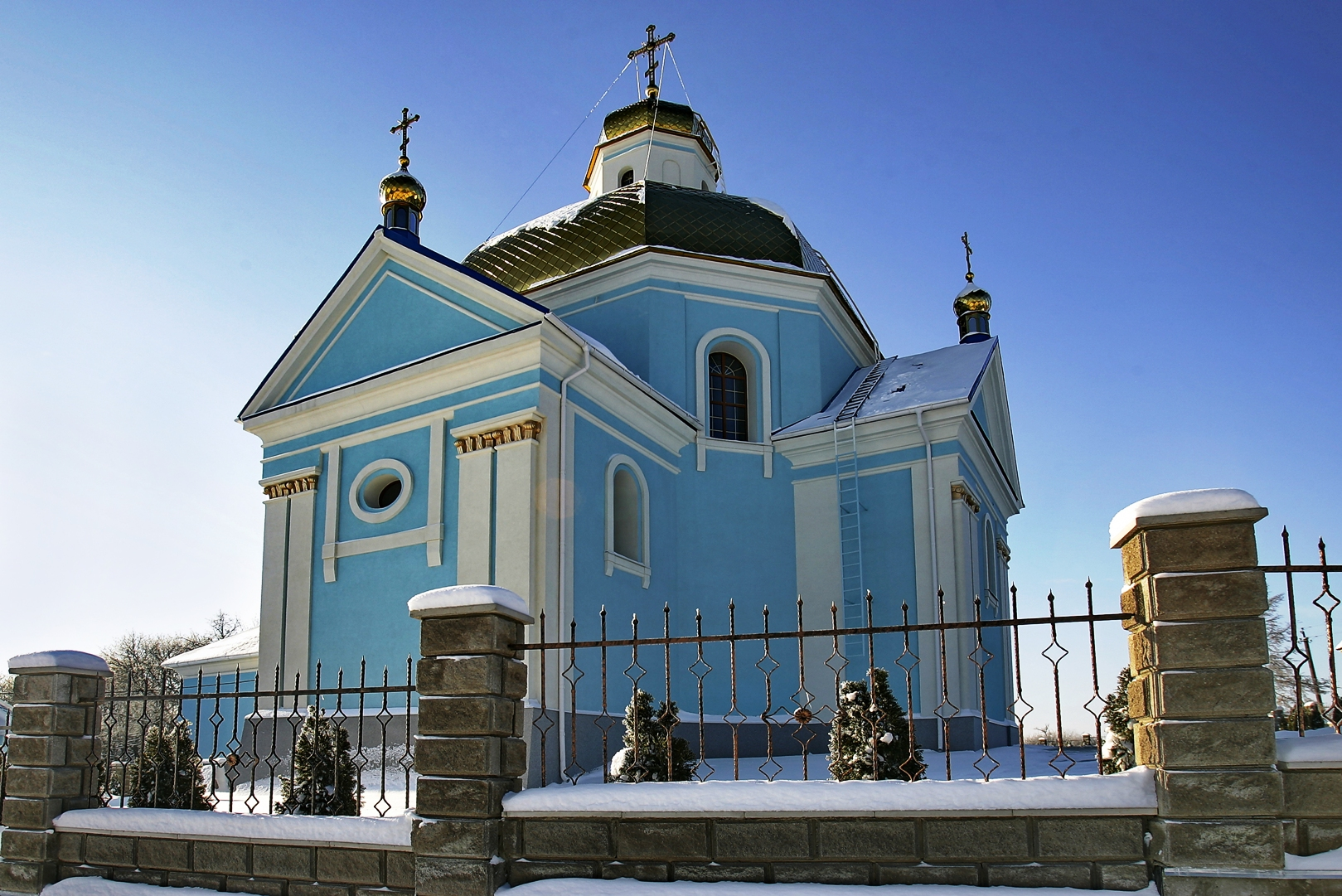
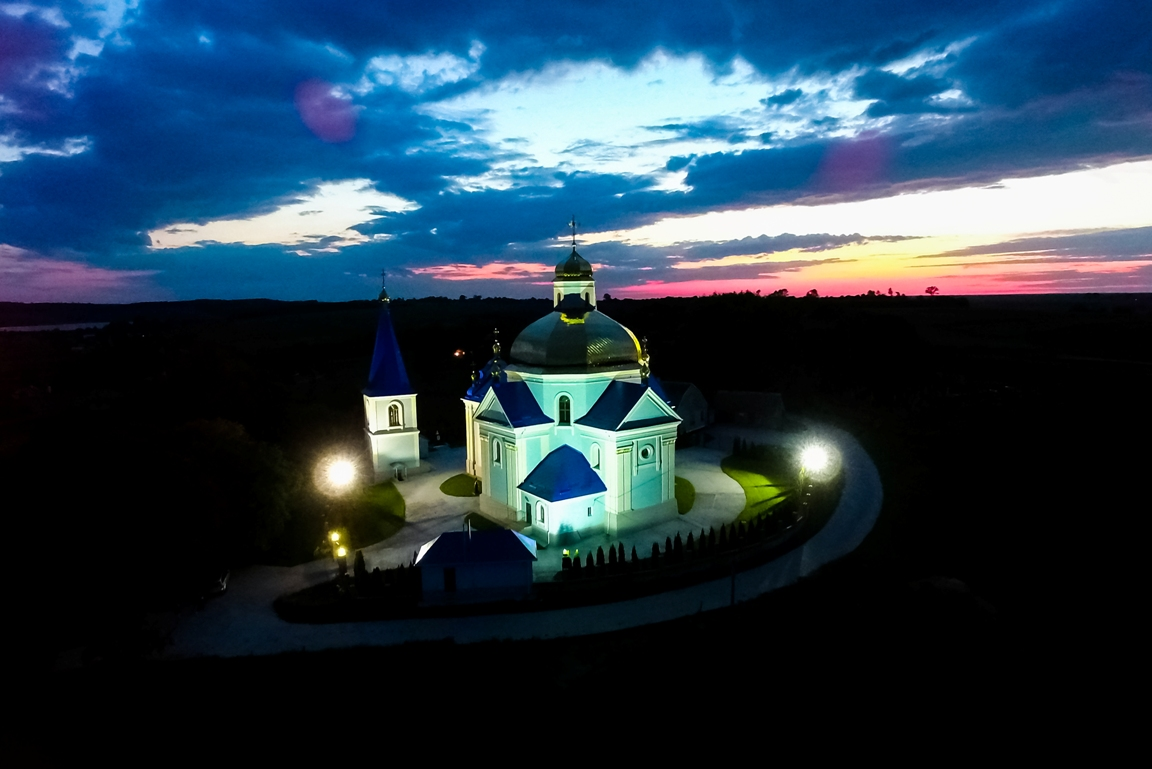
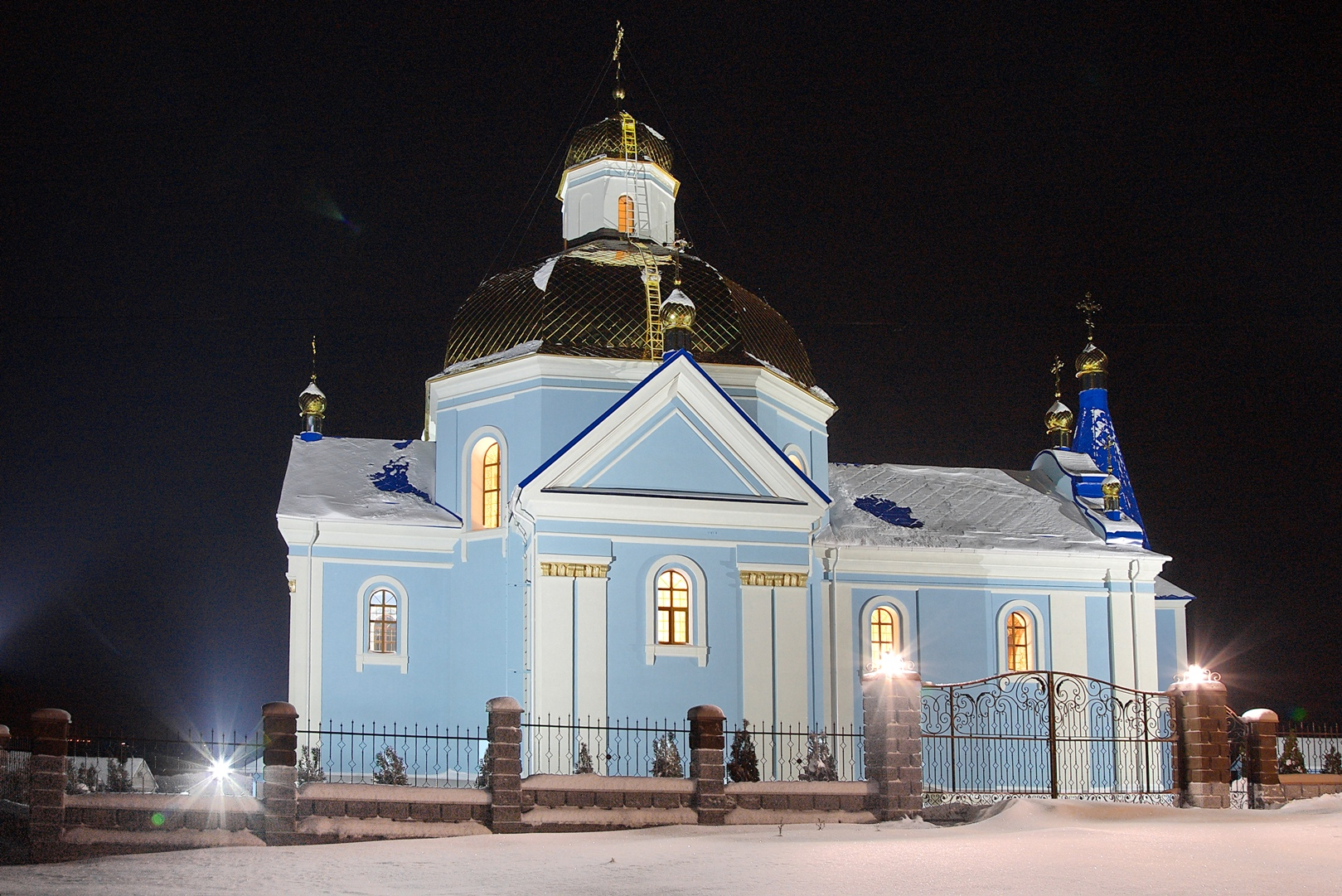